# San Marco d’Alunzio-Torrenova vasútállomás
A San Marco d'Alunzio-Torrenova vasútállomás egy vasútállomás Olaszországban, Szicília régióban, Messina megyében, San Marco d'Alunzio településen. Forgalma alapján az olasz vasútállomás-kategóriák közül a bronz kategóriába tartozik. 1895. június 16-án nyitották meg, amikor megindult a forgalom a Capo d'Orlando-Naso és Tusa közötti pályaszakaszon.